# Bulai, Suceava
Bulai (în poloneză Bulaja) este un sat în comuna Moara din județul Suceava, Bucovina, România.

## Obiective turistice
- Mănăstirea Hagigadar - lăcaș de cult armenesc construit în anul 1512 de către negustorul armean Dragan Donavachian
- Biserica romano-catolică din Moara - construită în 1984 în cimitirul catolic din Bulai

 Acest articol despre o localitate din județul Suceava este deocamdată un ciot. Puteți ajuta Wikipedia prin completarea lui.